# A Morte de Sócrates
A Morte de Sócrates (em francês:  La Mort de Socrate) é uma pintura óleo sobre tela pelo francês Jacques-Louis David, executada em 1787. A pintura foca-se em um assunto clássico, tal qual muitos de seus trabalhos da mesma década, neste caso, a história da execução de Sócrates conforme contada por Platão no Fédon. Nesta história, Sócrates foi acusado de corromper a juventude de Atenas e introduzir falsos deuses, e portanto foi condenado a morrer tomando cicuta. Sócrates usa sua morte como uma lição final para seus pupilos, ao invés de fugir quando a oportunidade surgiu, e encara a morte calmamente. O Fédon retrata a morte de Sócrates, e é também o quarto e último diálogo de Platão a detalhar os dias finais do filósofo, que é também detalhada em Eutífron, Apologia de Sócrates, e Críton.